# ペンシルベニア美術アカデミー

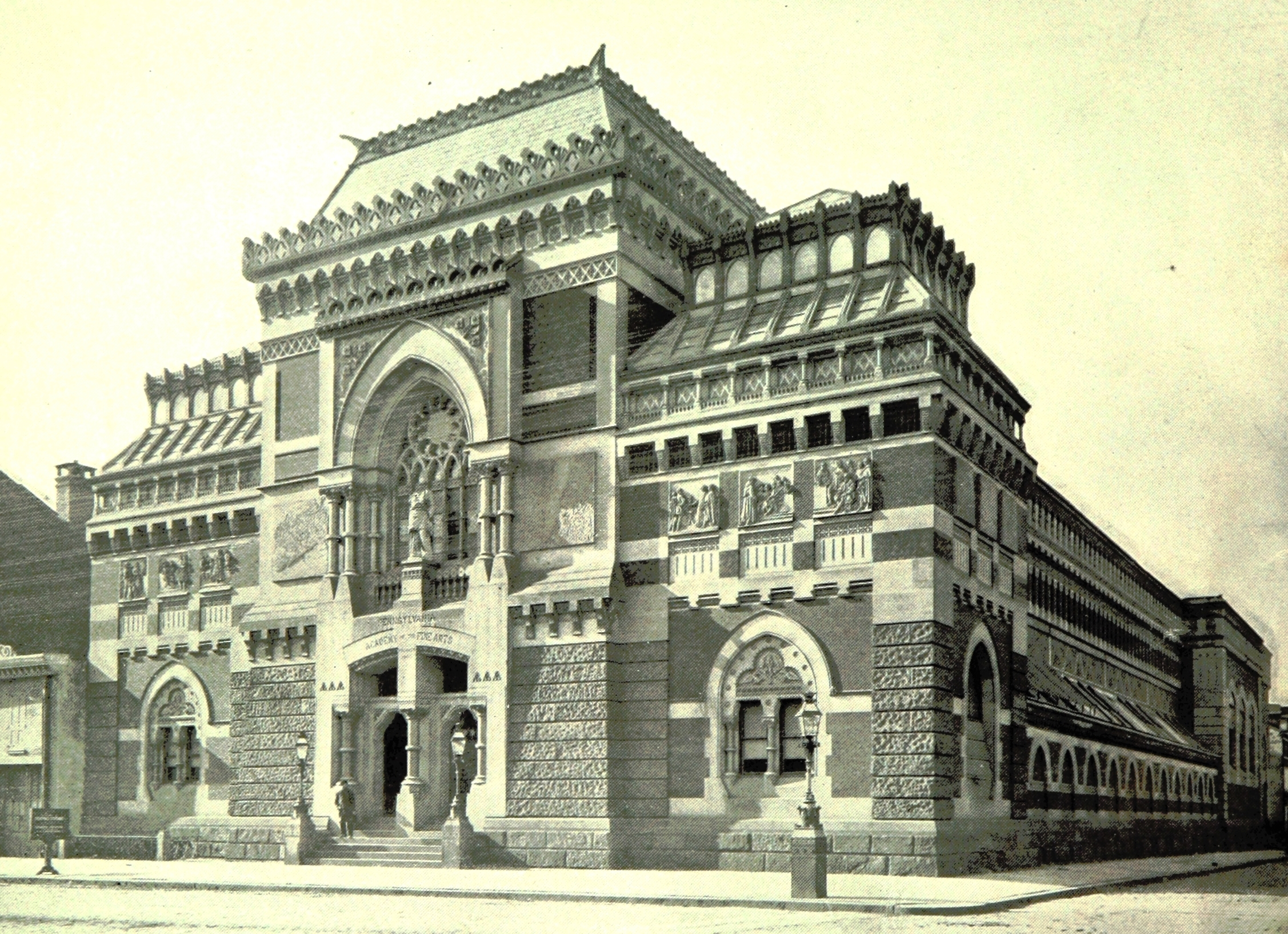
1895年頃のペンシルベニア美術アカデミー

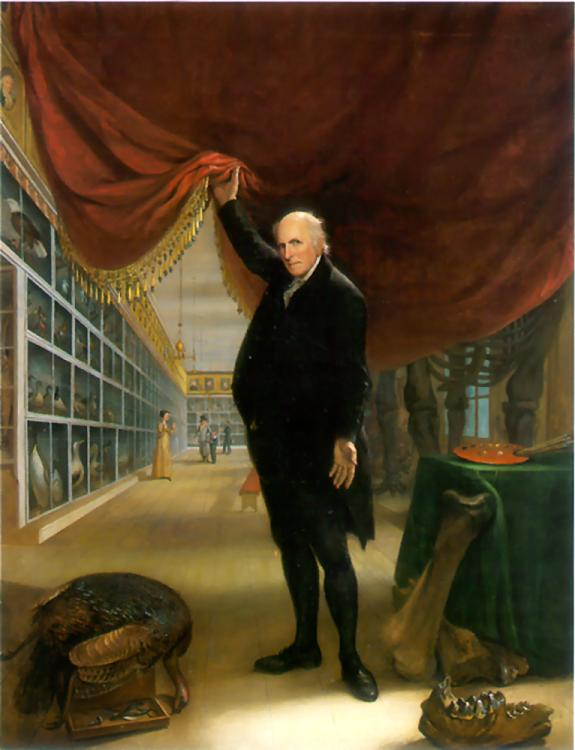
創立メンバーチャールズ・ウィルソン・ピールの展示室での自画像

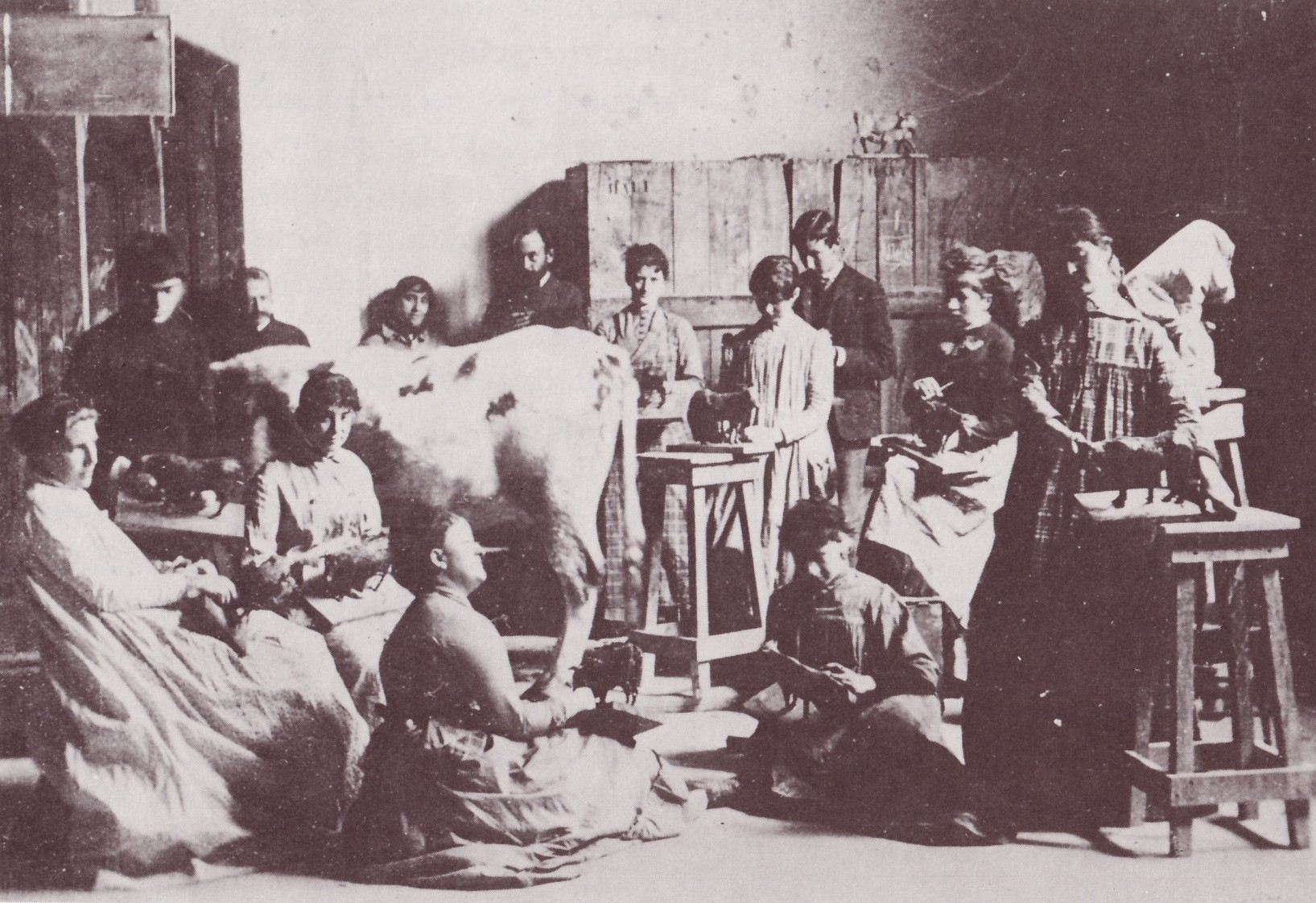
1880年代の彫塑の授業

ペンシルベニア美術アカデミー（Pennsylvania Academy of the Fine Arts:略称:PAFA）はアメリカ合衆国のフィラデルフィアにある美術団体である。1805年に設立され、アメリカ合衆国で最も歴史のある美術学校、美術館とされる。

## 歴史
愛国者で肖像画家のチャールズ・ウィルソン・ピールの発案で71人のフィラデルフィアの市民によって設立された。目的は、アメリカの美術を発展させるために、優れた絵画や彫刻をアメリカ市民に提供することとされ、設立会員のうち芸術家はピールや彫刻家のウィリアム・ラッシュら3人しかいなかった。1807年に美術館を開き、1811年に最初の展覧会を開き500点の絵画、彫刻が展示された。1810年にアカデミーの建物の中で「芸術家クラブ」(Society of Artists)によって美術教室が開かれるようになった。
最初の会長はペンシルベニア州から大陸会議の代表となった政治家のジョージ・クライマーが務め、その後を継いだのも下院議員のジョセフ・ホプキンソンで、初期の運営は芸術に対する素人によって行われた。1850年になって版画家のジョン・サーテイン(John Sartain)が館長を務めたのが例外であった。
美術学校としても初期には、公式の教師を置かず、美術家同士で学びあうという形であったが、1876年にフランス出身の画家、クリスチャン・シュセーレが初めて教授として雇用された。
1845年の火災の後、より立派な施設にするために寄金が集められ、1871年から建物の建設が始められ、1876年のフィラデルフィア博覧会の展示会場のひとつとした開館された。
1876年から、アカデミーの卒業生で卒業後パリで学んだトマス・エイキンズが、アカデミーで教え始めシュセーレの没後、教授職を継いで、1882年から、エイキンズが校長となった。エイキンズはアカデミーの教育を革新した。女性美術家の入学を認めたのも美術学校としては早く、1876年から入学が認められた。トマス・エイキンズは、1885年に女性学生のいるクラスで男性ヌードモデルを描かせたという問題で、アカデミーを解雇された。
1811年から1969年まで定期的に展覧会が開かれ、また出展された作品の多くをアカデミーは購入した。1892年から1905年まで校長を務めたモリスが同時代の画家の作品を集め、美術館として豊富なコレクションが作られた。

## 著名な出身者
アカデミーで学んだ画家や絵画部門の教授については